# Akaga
Akaga je taneční opera (podle označení autorů „groteskní hudební drama“ nebo „groteskní drama se zpěvy a tanci“) o jednom jednání českého skladatele Anatola Provazníka na libreto německé literátky Angeliky Likawetzové-Callenbergové. Byla napsána roku 1927 a premiéru měla 31. března 1928 v Novém německém divadle v Praze.

## Vznik, charakteristika a historie
Skladatel Anatol Provazník se v 10. a 20. letech 20. století proslavil sérií úspěšných operet, měl však ambice též v oboru vážné hudby. Jeho první opera Ghitta z první poloviny 20. let se na jeviště nedostala (opožděnou premiéru měla až v rozhlase roku 1938), roku 1927 však obdržel zakázku od Německého zemského divadla v Praze na kompozici jednoaktové operní grotesky s výrazným podílem baletu (ohlášeno divadelní správou v červnu 1927). Po Polském židovi to byla první premiéra (národnostně) českého skladatele v pražském německém divadle. Divadlo ji zkombinovala se světovou premiérou jednoaktové opery italského skladatele Giana Francesca Malipiera Filomela e l'infatuato; oba skladatelé byli premiéře přítomni.
Libreto Angeliky Likawetzové-Callenbergové se odehrává v prostředí jakéhosi primitivního národa; díky názvu tohoto národa „Makakkové“ i díky výpravě se diváci i recenzenti domnívali, že se odehrává mezi opicemi nebo přinejmenším opočlověky. Děj je variací na biblický příběh (král Atta = Adam, jeho synové Monkabel = Ábel a Raka-Kaino = Kain, Manus Vykupitel jako kristovská postava), i když recenzenti tuto souvislost nezmiňovali, spíše viděli darwinovské prvky a postavu Manuse považovali za prvního člověka moudrého, popřípadě „buddhovskou postavu“. Centrální příběh bratrovraždy se odehrává na pozadí sporu monogamie a polygamie, popřípadě obecného střetu mezi tradicí a modernitou, v konfliktu byly spatřovány spory mezi konzervativní pravicí a revoluční levicí (plus kolísajícím středem), v polygamickém chaosu po zabití Raka-Kaina spatřoval Erich Steinhard v hudebním časopise Der Auftakt přímo komunismus. Podle některých byl – slovy konkrétně Antonína Šilhana v Národních listech – „břitkou satirou politickou i společenskou“; podle Steinharda ale bylo „trochu politizované, ale jinak nenáročné“. Obecenstvo ocenilo spíše „útěk od reality k fantastické grotesce“ a abstraktním společensko-politickým principům představovaným jednotlivými mužskými postavami ostatně tvořila protiváhu titulní postava, krásná Akaga, „ta opička, ta svůdná potvůrka,“ jejíž triumf zpochybnil i vykupitelský závěr opery: podle Boleslava Vomáčky v Lidových novinách libretistka „nechává pudovou divošku Akagu přecházeti z náruče do náruče s generace opic na generaci pralidí, aby na konec ve spojení s prvým Arijcem pokračovala ve svém ničivém díle“.
Autoři koncipovali Akagu jako hudebně-divadelní útvar s dominantní úlohou tance. Ze zpěvních rolí pouze starý král Atta má rozsáhlejší úlohu s několika monology; naopak zejména u představitelky titulní role vyžaduje dílo vedle pěveckého značné pohybové nadání. V sólech a zejména ve sborech obsahuje libreto navíc hodně onomatopoií („řeč opic“). Kritika toto nové řešení operní formy vesměs přivítala, k jeho konkrétní realizaci měla určité připomínky. Otakar Šourek ve Venkově soudil, že „hra při celkem tenké nitce dějové místy příliš suše a do široka se rozvléká“. Výjimečně opovržlivě se o této formě vyjádřil Viktor Lederer v recenzi pro Neues Wiener Journal: „Celé tohle hudební drama je balet s pár úvodními a závěrečnými slovy, které se vyjímají zhruba jako titulky v [němém] kině. Obsah «pohybových sborů» je, nakoli to jeviště dovoluje, více či méně horizontální, a tvoří takříkajíc jedno velké opičí bakchanále.“
Zejména česká kritika kvitovala s povděkem, že se Provazník obrátil od zábavné hudby k vážné. „Vítáme pana Provazníka upřímně na půdě vážné hudby, když již před tím zvučné jméno si získal v oboru lehčího genru,“ psal Antonín Šilhan a podle Otakara Šourka byla Akaga „úctyhodně přesvědčivým dokladem, že tvůrčí [Provazníkovo] pero je i umělecky vážné práce schopno“. Ernst Rychnovsky v deníku Prager Tagblatt považoval ostatně již Provazníkův výkon v operetách jako Venuše na cestách za důkaz, že „v něm vězí pravá muzikantská krev“.
Co do obecné charakteristiky a vzorů Šourek mínil, že „hudební projev Provazníkův, přes všechny smělosti harmonické, kotví převahou v duchu německé novoromantiky wagnerovsko-strausovské“, zatímco podle Šilhana se z něho ozývá „česká muzikantská duše, kterou nedovede stlumit ani vliv Straussův, jemuž se Provazník podává, ani honba za nezvyklými a překvapujícími harmonickými obraty“. Šilhanem chválenou živelnost, spontánnost a osobitost potvrzoval Rychnovsky v Prager Tagblatt „[Provazníkova] hudba zní, jeho harmonie jsou moderní v nejlepším smyslu a nedotýkají se nikde hranic ještě možného, protože nejsou konstruovány lopotnou prací mozkovou“. Jiný pohled na Provazníkovu modernost měl Erich Steinhard v časopise Der Auftakt; podle něj patří mezi „hudebníky Straussovy doby, kteří s nevolí prchají před zvukem nejnovější moderny a svěže, rázně, ne vždy originálně si muzicírují o závod,“ a ovšem „není žádný velkolepý vynálezce, ale muzicíruje s vervou“.
Boleslav Vomáčka byl formou i zpracováním díla nadšen: „půl opera, půl balet, a k tomu skoro koncertní hudba, barbarsky primitivní v syrové melodice a hrubých rytmech, dráždivě skvěle instrumentovaná“. S nejnovější modernou obeznámenější Steinhard měl skeptičtější pohled: podle něj se Provazník v Akaze „groteskně-hudebnímu vyhýbá velkým obloukem, zapomíná v průběhu svého tanečního dramatu na opice a komponuje měšťácky efektně pro široké masy“. Přístupnost Provazníkovy hudby zmiňuje příznivě i Paul Stefan ve vídeňském časopise Die Bühne: „[Provazníkova] hudba prokazuje dobře cvičenou ruku, bohatou vynalézavost a náležitou míru ironie, jež občas, aniž by jí to bylo na škodu, sklouzává k lehčímu žánru.“ Viktor Lederer v recenzi pro Neues Wiener Journal jízlivě mínil: „Provazníkova hudba je obratná, apartní a důmyslná a byla by nepochybně každému cirkusu ozdobou.“
Recenzenti si všimli, že Provazníkovu talentu nejlépe vyhovovaly taneční scény, které byly v popředí opery (úvodní hudba pralesa; tanec tří démonů Včerejška, Dneška a Zítřka; milostný tanec; tanec svobody; tanec plenění…). Nejvýraznější složkou v Akaze byl proto rytmus, což mělo dle Šourka za následek, že „někde převládá smysl pro barevnost zvukovou a rytmická spontaneita nad invencí melodickou“. Ostatně delší melodické zpěvy měl pouze král Atta a ty měly „čistě wotanovskou linii i vznos“. Právě vážné momenty, jako královy zpěvy, závěrečné zjevení Manuse, ale i scéna ubití Raka-Kaina byly méně výrazné. I skeptičtější Steinhard vyzvedával Provazníkovy dobře rytmizované motivy a „téměř vždy vkusnou“ orchestraci.
Podle recenzí bylo nastudování výborné a stejně tak i výkony účinkujících, zejména Traute Rohneové ve všestranně náročné titulní roli – „v roli Akagy byla pravou Bakerovou“, psal Vomáčka. Uznání si získala i „exoticky barvitá dekorace a měnivá hra světelných efektů“. Ve svém celku byla jevištní podoba Akagy značně působivá. Boleslav Vomáčka popisuje, jak zapůsobila její „dusná erotika, křiklavá exotika“ a jak celé představení bylo „něco jako divoký sen, roztočené divadlo, dráždění a mámení nervů a zdravé logiky“. To se promítlo i do příznivého diváckého ohlasu.
Anatol Provazník se po uvedení Akagy skutečně věnoval především tvorbě vážné hudby, nenapsal však žádnou další operu a ani Akaga nebyla uvedena žádným jiným divadlem – přes své slibné přijetí kritikou i diváky a přes např. Steinhardovu domněnku, že má potenciál se prosadit.

## Osoby a první obsazení
| osoba                            | hlasový obor  | premiéra (31. března 1928) |
| -------------------------------- | ------------- | -------------------------- |
| Atta, král národa Makakků        | baryton       | Josef Hagen                |
| Monkabel, Attův syn              | basbaryton    | Adolf Fuchs                |
| Raka-Kaino, Attův syn            | tenor         | Paul Helm                  |
| Mannus, Attův syn                | hrdinný tenor | Eberhard Kaindorff         |
| Akaga, žena Monkabelova          | soprán        | Traute Rohne               |
| Mužové, ženy a starci Makakků    |               |                            |
| Dirigent: Hans Wilhelm Steinberg |               |                            |
| Režie: Max Semmler               |               |                            |
| Výprava: Jiří Jilovský           |               |                            |
| Choreografie: Max Semmler        |               |                            |

## Děj opery
V hloubi pralesa žije primitivní národ Makakků, jemuž vládne starý král Atta. Dlouhá léta Makakkové snášeli jeho vládu a prastaré zákony bez reptání, nyní se však začínají šířit myšlenky na nové uspořádání, bortící staré přežitky a z nich zejména ten nejbarbarštější, monogamii. Tyto novoty získaly přízeň již většiny žen, mezi nimi krásné Akagy, manželky nejstaršího králova syna Monkabela. Uchází se o ni Monkabelův bratr Raka-Kaino a i Akaga by mu ráda věnovala přízeň, její tradicionalistický choť jí v tom však brání. Oba bratři předkládají svou při králi k veřejnému soudu. Makakkové vědí, že rozhodnutí bude precedentem pro všechny, a se zájmem poslouchají Monkabelovu obhajobu manželské věrnosti a Raka-Kainovu chválu volné lásky. Pravicová část lidu podporuje toho, levicová část onoho a střed z opatrnosti vyčkává, jak se věci vyvrbí.
Atta nechce tak důležitou při rozhodnout sám a znepřátelit si tak některou z frakcí, postoupí proto rozhodnutí obecnému sněmu. Na popud zejména žen, které vědí o Raka-Kainově fyzické převaze, sněm rozhodne, že bratři mají svůj spor rozhodnout v zápase. V něm zvítězí Raka-Kaino, bratra zabije a zmocní se povolné Akagy. Národ bouřlivě oslavuje zavedení polygamie, jen starý král pláče nad Monkabelovou mrtvolou a strachuje se, kam nové řády jeho národ přivedou. Přitom vzpomíná na svého třetího syna, Manuse. Toho ani nezná, neboť když jej královna porodila a zjistila, že je nadán zázračnou mocí, uprchla s ním do Himálaje a zanechala jej tam na výchovu sněžným mužům. Zdá se, že jen zázrak by dokázal odvrátit Makakky od slastí volné lásky. Atta proto vzývá Manuse, aby se mezi ně vrátil a zavedl mír a pořádek, ale prozatím nadarmo.
Raka-Kaino vytvořil v jeskyni doupě lásky pro Akagu a shromáždil tam nejcennější poklady, jako kožešiny, ovoce a jiné pochoutky. Tam se oddávají lásce. I ostatní členové národa se milují, zpívají a tančí až do západu slunce. Raka-Kainův přepych je však trnem v oku jiným Makakkům a zburcují lid, jenž oblehne jeskyni a žádá o svůj podíl na zásobách a – v rámci nových pořádků – i na Akaze. Raka-Kaino nechce být rušen a vyhání je, ale je vtažen do bitky. Uslyšev bojový křik a hluk přispěchá i Atta, jen aby se stal svědkem, jak rozlícený dav ubije jeho druhého syna.
Zoufalý Atta znovu vzpomíná na Manuse a ještě důtklivěji jej vyzývá k návratu. Tentokrát jsou jeho prosby vyslyšeny. Na horách zaplane rudá záře a objeví se zázračný král-pastýř, Manus Vykupitel, z jehož každého rysu září nezměrná krása a z každého posunku dobrota. Před ohromeným lidem, který zcela zapomněl na své půtky, vystupuje Manus na Attův stolec. Krásná Akaga se mu vrhá k nohám – našla si nového pána v již třetím a zřejmě posledním následníku trůnu.